# Стара жінка в лісі
«Стара в лісі» (нім. Die Alte im Wald) — німецька казка, зібрана братами Грімм, номер 123. За Аарне-Томпсоном тип 442.

## Конспект
Красива, але бідна служниця подорожувала з родиною, на яку вона працювала, коли на них напали грабіжники. Вона сховалася за деревом, але більше ніхто не вижив. Оплакувала свою долю і прилетіла до неї голубка із золотим ключиком. Птах сказав їй відімкнути дерево, і вона знайшла там їжу. Увечері він привів її до дерева з ліжком. Вона прожила так багато днів. Коли голуб попросив її щось зробити для нього, вона погодилася. Він сказав їй піти в будинок і зайти. Старенька привітала б її, але не повинна відповідати. Вона повинна відчинити внутрішні двері, які відкриють кімнату, повну чудових перснів, але вона повинна взяти простий.
Стара була неабияк розлючена, але дівчина не зважала на неї. Потім, коли вона не бачила звичайного кільця, вона побачила стару жінку, яка намагалася зняти пташину клітку. Вона забрала її в неї. У ньому була пташка, яка тримала кільце в дзьобі, тож вона винесла її надвір і стала чекати біля дерева. Дві гілки обійняли її, а дерево перетворилося на красеня, який поцілував її. Він сказав їй, що стара жінка була відьмою, яка перетворила його на дерево, і на дві години на день він ставав голубом, і вона звільнила його. Усі його слуги також повернулися від дерев до людей. Оскільки принц був сином короля, вони поїхали в королівство його батька і одружилися.

## Аналіз
Казка класифікована в міжнародному індексі Аарне-Томпсона-Утера як казка типу ATU 442 «Стара в лісі» (раніше «Старий у лісі»): героїня виживає після нападу розбійників, ховаючись на дереві; прилітає голуб і дає їй ключ, яким вона може відкрити три сусідні дерева; потім героїня йде в будинок старої жінки в лісі за перснем; при цьому героїня звільняє принца від деревної форми.

## У масовій культурі
«Стара в лісі» представлена в класичних казках Грімм із кількома змінами. Голуб, що говорить, — це сова, її форма дерева з'являється лише в кінці, а у формі сови вона має більш пряму взаємодію зі служницею, яку тут звуть Лісбет. Відьма нападає на родину ордою гоблінів замість банди розбійників. Завдання, які постають перед Лісбет, дещо відрізняються від початкових: вона повинна зайти в будинок, коли відьми немає вдома; шукати у скарбниці відьми певний магічний ключ, ручка якого має форму людської голови; використовує його на певних дверях (які виявляються носом черепа, розміщеного на верхній частині полиці, що обертається); потім знайти золотий перстень і принести його сові. Крім того, вона не може говорити і навіть кричати, перебуваючи в будинку.